# Towste (Tschortkiw)
Towste (ukrainisch Товсте; russisch Толстое Tolstoje, polnisch Touste) ist ein Dorf im Rajon Tschortkiw der Oblast Ternopil im Westen der Ukraine.

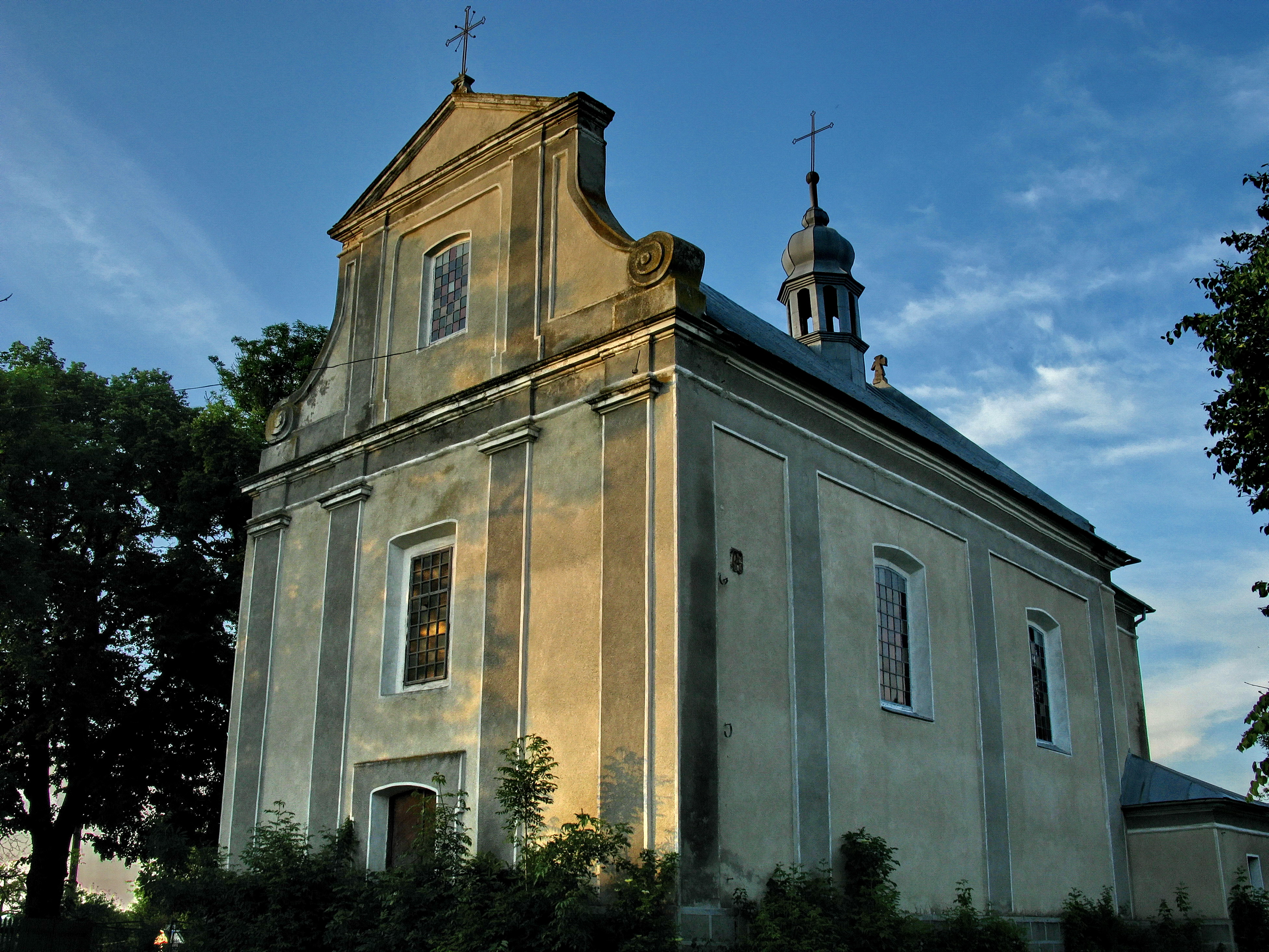
Kirche im Ort

Der Ort liegt etwa 47 Kilometer südöstlich der Oblasthauptstadt Ternopil und 23 Kilometer nördlich der ehemaligen Rajonshauptstadt Hussjatyn am Ufer der Hnyla (Гнила).
Der Ort wurde 1648 zum ersten Mal erwähnt, erhielt 1720 das Magdeburger Stadtrecht und lag zunächst in der Adelsrepublik Polen-Litauen, Woiwodschaft Podolien als Teil der Adelsrepublik Polen. Von 1772 bis 1918 gehörte er, mit Unterbrechung zwischen 1810 und 1815, als Teil des Tarnopoler Kreises an Russland abgetreten werden musste, unter seinem polnischen Namen Towste, später Touste zum österreichischen Galizien (bis 1918 dann im Bezirk Skałat).
Nach dem Ende des Ersten Weltkrieges kam der Ort zu Polen (in die Woiwodschaft Tarnopol, Powiat Skałat, Gmina Touste), wurde im Zweiten Weltkrieg ab September 1939 von der Sowjetunion und dann ab Sommer 1941 bis 1944 von Deutschland besetzt, hier wurde der Ort in den Distrikt Galizien eingegliedert.
Nach dem Ende des Krieges wurde der Ort der Sowjetunion zugeschlagen, dort kam das nunmehr zum Dorf herabgestufte Towste zur Ukrainischen SSR und ist seit 1991 ein Teil der heutigen Ukraine.
Am 12. Juni 2020 wurde das Dorf ein Teil der Siedlungsgemeinde Hrymajliw im Rajon Hussjatyn; bis dahin bildete es zusammen mit dem Dorf Kut (Кут) die Landratsgemeinde Towste (Товстенська сільська рада/Towstenska silska rada) im Norden des Rajons Hussjatyn.
Am 17. Juli 2020 wurde der Ort Teil des Rajons Tschortkiw.